# Liste d'élections en 1870
Chronologie des élections
- 1866
- 1867
- 1868
- 1869
- 1870
- 1871
- 1872
- 1873
- 1874

Cet article recense les élections organisées durant l'année 1870.

## Élections nationales en 1870
Cette section concerne les élections législatives et présidentielles dans un état souverain, éventuellement fédéral, ainsi que leurs principaux référendums.
| Date                         | État                   | Élection ou référendum                    | Contexte                                                          | Résultat |
| ---------------------------- | ---------------------- | ----------------------------------------- | ----------------------------------------------------------------- | --- |
| 1er janvier - 3 avril        | Argentine              | Législatives (es)                         |                                                                   | Cette section est vide, insuffisamment détaillée ou incomplète. Votre aide est la bienvenue ! Comment faire ? |
| 1er février                  | Suisse                 | Fédérales (nl)                            |                                                                   | Cette section est vide, insuffisamment détaillée ou incomplète. Votre aide est la bienvenue ! Comment faire ? |
| 18 février                   | République dominicaine | Référendum (en)                           | Référendum d'annexion de la République dominicaine aux États-Unis | Cette section est vide, insuffisamment détaillée ou incomplète. Votre aide est la bienvenue ! Comment faire ? |
| 13 mars                      | Portugal               | Législatives (en)                         |                                                                   | Cette section est vide, insuffisamment détaillée ou incomplète. Votre aide est la bienvenue ! Comment faire ? |
| 26 mars                      | Honduras               | Référendum (en)                           |                                                                   | Cette section est vide, insuffisamment détaillée ou incomplète. Votre aide est la bienvenue ! Comment faire ? |
| 1er avril                    | Colombie               | Présidentielle                            |                                                                   | Cette section est vide, insuffisamment détaillée ou incomplète. Votre aide est la bienvenue ! Comment faire ? |
| 3 mai                        | Liberia                | Référendum (en)                           |                                                                   | Cette section est vide, insuffisamment détaillée ou incomplète. Votre aide est la bienvenue ! Comment faire ? |
| 8 mai                        | France                 | Plébiscite                                |                                                                   | Cette section est vide, insuffisamment détaillée ou incomplète. Votre aide est la bienvenue ! Comment faire ? |
| 14 juin                      | Belgique               | Législatives (nl)                         |                                                                   | Cette section est vide, insuffisamment détaillée ou incomplète. Votre aide est la bienvenue ! Comment faire ? |
| 2 août                       | Belgique               | Législatives (nl)                         |                                                                   | Cette section est vide, insuffisamment détaillée ou incomplète. Votre aide est la bienvenue ! Comment faire ? |
| 8 août                       | Costa Rica             | Référendum (en)                           |                                                                   | Cette section est vide, insuffisamment détaillée ou incomplète. Votre aide est la bienvenue ! Comment faire ? |
| Août - septembre             | Serbie                 | Législatives (en)                         |                                                                   | Cette section est vide, insuffisamment détaillée ou incomplète. Votre aide est la bienvenue ! Comment faire ? |
| 18 septembre                 | Portugal               | Législatives (en)                         |                                                                   | Cette section est vide, insuffisamment détaillée ou incomplète. Votre aide est la bienvenue ! Comment faire ? |
| 16 novembre                  | Prusse                 | Législatives                              |                                                                   | Cette section est vide, insuffisamment détaillée ou incomplète. Votre aide est la bienvenue ! Comment faire ? |
| 20 - 27 novembre             | Italie                 | Législatives                              |                                                                   | Cette section est vide, insuffisamment détaillée ou incomplète. Votre aide est la bienvenue ! Comment faire ? |
| 6 juin 1870 - 6 octobre 1871 | États-Unis             | Législatives (chambre (en) et sénat (en)) |                                                                   | Voir l'article Liste d'élections en 1871.                                                                     |

## Élections en subdivisions nationales en 1870
Cette section concerne les élections législatives dans un État fédéré, une subdivision territoriale ou une colonie d'un État souverain, ainsi que leurs principaux référendums.
| Date                              | Subdivision            | État                        | Élection ou référendum | Contexte | Résultat |
| --------------------------------- | ---------------------- | --------------------------- | ---------------------- | -------- | --- |
| 3 décembre 1869 - 10 janvier 1870 | Nouvelle-Galles du Sud | Empire britannique          | Coloniales (en)        |          | Cette section est vide, insuffisamment détaillée ou incomplète. Votre aide est la bienvenue ! Comment faire ? |
| 1870                              | Fidji                  | Empire britannique          | Générales (en)         |          | Cette section est vide, insuffisamment détaillée ou incomplète. Votre aide est la bienvenue ! Comment faire ? |
| 1870                              | Dalmatie               | Autriche-Hongrie            | Législatives (hr)      |          | Cette section est vide, insuffisamment détaillée ou incomplète. Votre aide est la bienvenue ! Comment faire ? |
| Mars - avril                      | Suriname               | Empire colonial néerlandais | Législatives (nl)      |          | Cette section est vide, insuffisamment détaillée ou incomplète. Votre aide est la bienvenue ! Comment faire ? |
| 28 mars - 21 avril                | Australie-Méridionale  | Empire britannique          | Coloniales (en)        |          | Cette section est vide, insuffisamment détaillée ou incomplète. Votre aide est la bienvenue ! Comment faire ? |
| 29 avril                          | Malte                  | Empire britannique          | Référendum (en)        |          | Cette section est vide, insuffisamment détaillée ou incomplète. Votre aide est la bienvenue ! Comment faire ? |
| 13 - 18 juin                      | Malte                  | Empire britannique          | Générales (en)         |          | Cette section est vide, insuffisamment détaillée ou incomplète. Votre aide est la bienvenue ! Comment faire ? |
| Juin - juillet                    | Nouveau-Brunswick      | Canada                      | Générales              |          | Cette section est vide, insuffisamment détaillée ou incomplète. Votre aide est la bienvenue ! Comment faire ? |
| 27 juillet - 15 septembre         | Quensland              | Empire britannique          | Coloniales (en)        |          | Cette section est vide, insuffisamment détaillée ou incomplète. Votre aide est la bienvenue ! Comment faire ? |
| 23 août 1870 - 24 août            | Bohême                 | Autriche-Hongrie            | Régionales (cs)        |          | Cette section est vide, insuffisamment détaillée ou incomplète. Votre aide est la bienvenue ! Comment faire ? |
| Mai 1870 - 17 février 1871        | Norvège                | Suède-Norvège               | Législatives (en)      |          | Cette section est vide, insuffisamment détaillée ou incomplète. Votre aide est la bienvenue ! Comment faire ? |
| 1870 - 1871                       | Cisleithanie           | Autriche-Hongrie            | Législatives (de)      |          | Voir l'article Liste d'élections en 1871                                                                      |